# Colegiul Național „Andrei Mureșanu” din Bistrița
Colegiul Național „Andrei Mureșanu˝ (în maghiară „Andrei Mureșanu˝ Nemzeti Kollégium) este o unitate de învățământ din Bistrița, județul Bistrița-Năsăud. Colegiul își desfășoară activitate într-o clădire monument istoric, cod LMI BN-II-m-B-01552

## Istorie
- Pe 15 mai 1912 are loc inaugurarea noii clădiri a Școlii Civile Regale de Stat pentru Fete, Bulevardul Republicii, un adevărat „Palat al muzelor”, în care vor funcționa de acum cele 4 clase maghiare de gimnaziu pentru fete, dovada a multilateralității orașului Bistrița. Aici vor învăța, în proporții aproximativ egale, eleve de naționalitate română, germană, maghiară și israelită. În aceeași clădire va funcționa și o școală primară de stat cu predare în limba maghiară.
- În perioada 1915-1917 școala de fete este mutată temporar în partea de est a clădirii, unde funcționa Școala primară de stat, partea clădirii Școlii civile regești de stat pentru fete fiind amenajată ca spital al Crucii Roșii pentru răniții de pe front.
- Pe 29 mai 1919 clădirea este preluată de statul român. În locul fostei școli maghiare este înființată Școala medie română de stat pentru fete, devenită în 1928 Gimnaziul de fete Bistrița. Aici este mutată fosta Școală confesională greco-catolică, devenită Școala primară mixtă „Andrei Mureșanu”. Până în anul 1929, în aceeași clădire funcționează o a treia unitate de învățământ: Școala de ucenici Bistrița. Numărul de eleve a fost în primul an școlar de 146, dintre care 118 românce. Începând cu anul școlar 1923-1924 școala civilă română de fete s-a transforamt în gimnaziu de fete, în sensul că s-a introdus limba latină la clasele a III-a și a IV-a ca studiu obligatoriu pe lângă celelalte obiecte de învățământ.
- Dupa Arbitrajul de la Viena în urma schimbării administrației din Transilvania de Nord, școlile bistrițene sunt preluate de către Ungaria. Gimnaziul românesc de fete este desființat, în locul lui fiind înființată Școala civilă regală de stat pentru fete, cu 2 secții – română și maghiară. Tot aici este înființat Liceul maghiar „Hunyadi János” cu 8 clase pentru băieți, care avea și o secție în limba română, și o școală elementară cu predare în limba maghiară.
- În 1945 este reînființată școala de fete, sub denumirea de Liceul teoretic de fete Bistrița, pe lângă care se înființează în 1946 Gimnaziul de băieți Bistrița, ce funcționează până la reforma sistemului de învățământ din 1948 când cele două s-au unit.
- Din anul 1964 s-au șcindat două licee teoretice mixte și anume liceul cu secție germană în localul fostului liceu german (actualmente Colegiul Național „Liviu Rebreanu”) și liceul nr. 2 cu secție maghiară care funcționează sub conducere proprie și cu corp profesoral aparte în fostul local al gimnaziului de fete de pe vremuri. Între cele 2 instituții manifestându-se și în prezent o puternică rivalitate.
- Din 1 septembrie 1999 funcționează cu denumirea actuala de 'Colegiul National „Andrei Mureșanu”.
- În 2012 CNAM își aniversează 100 de ani de existență .[2] [3][sursă independentă?]

## Prezentare
CNAM este cel mai prestigios liceu din județul Bistrița-Năsăud. Fiind un mediu multicultural există o secție română și una maghiară.

### Ciclul primar
- Orele se desfășoară în corpul separat pentru clasele 1-4 de pe Bulevardul Republicii.
- Pentru clasele 1-4 si grupa pregătitoare există câte 3 clase cu predare în limba română (una fiind cu predare Step by Step) și o clasă cu predare în limba maghiară.
- Cele 20 de clase sunt pregătite de către 24 cadre didactice.[4][sursă independentă?]

### Gimnaziul
- Ciclul gimnazial se află în corpul său special pe Strada Zimbrului.
- Clasele 5-8 au atât secție română cât și maghiară.[5][sursă independentă?]

### Liceul
Ciclul liceal se află în clădirea principala de pe Bulevardul Republicii are 7 specializări : 
1. Secția Română
- Matematică-Informatică (1 clasă)
- Științe ale Naturii (2 clase)
- Filologie (1 clasă)
- Științe Sociale(1 clasă)
- Servicii-Economic (1 clasă)

2. Secția Maghiară
- Științe ale Naturii (1 clasă)
- Științe ale Sociale (1 clasă)[6][sursă independentă?]

## Centenar
Pe 24 mai 2012 CNAM a aniversat 100 de ani de existență, ceea ce a fost marcat cu festivitatea centenarului .

## Legături externe
- Site oficial